# ماريت أني
ماريت أني مواليد 31 يناير 1982 في تالين، هي لاعبة كرة مضرب إستونية سابقة بدأت مسيرتها كمحترفة سنة 1997 وكانت تلعب باليد اليمنى، اعتزلت اللعب في 2011. أعلى تصنيف لها في الفردي كان المركز الـ 63 في سنة 2006. سبق أن شاركت في دورة الألعاب الأولمبية الصيفية.

## روابط خارجية
- ماريت أني على موقع رابطة محترفات التنس (الإنجليزية)
- ماريت أني على موقع الاتحاد الدولي لكرة المضرب (الإنجليزية)
- ماريت أني على موقع كأس بيلي جين كينغ (الإنجليزية)
- ماريت أني على موقع بطولة ويمبلدون (الإنجليزية)
- ماريت أني على موقع خلاصة التنس.كوم (الإنجليزية)
- ماريت أني على موقع إي إس بي إن.كوم (الإنجليزية)
- ماريت أني على موقع اللجنة الأولمبية الدولية (الإنجليزية)
- ماريت أني على موقع أوليمبيديا (الإنجليزية)